# Бока-дель-Рио
Бока-дель-Рио (исп. Boca del Río) — город в Мексике, входит в штат Веракрус, административный центр одноимённого муниципалитета.

## История
Изначально в этом регионе жили ольмеки, затем их покорили ацтеки («Кодекс Мендоса» упоминает эти земли как часть округа Куэтлачтлан). В 1518 году Хуан де Грихальва дал реке, впадающую здесь в Мексиканский залив, имя «Рио-де-лас-Бандерас».
В 1892 году здесь прошла железная дорога, соединившая Веракрус и Тьерра-Бланку.
В 1988 году Бока-дель-Рио стал городом.